# Judy & Mary
Judy And Mary (ジュディ アンド マリー) fue una banda japonesa formada en 1992 por el bajista Yoshihito Onda y la cantante Yuki Isoya. El nombre de la banda, que a primera vista puede parecer el de un dúo vocal femenino, hace referencia a las contradicciones en la personalidad de un ser humano, parecido a Dr. Jekyll y Mr. Hyde. Según la cantante, Judy representa el lado alegre y optimista, mientras Mary es más oscura y emocional. Tras una década de éxitos, la banda se separó en 2001 debido a tensiones internas.

## Estilo
Por su estética sonora general puede decirse que pertenecen al Pop, aunque con una presencia importante de matices punk y estructuras del rock and roll clásico.

## Influencias
La influencia más fuerte de Judy and Mary fue Rebecca (grupo japonés que estuvo en actividad de 1981 a 1991) y su cantante, Nokko. Según Yuki esa fue la música con la que ella creció y, salvando las distancias generacionales, ambas bandas (y en especial ambas cantantes) tuvieron un estilo sonoro y escénico similar.

## Biografía
La banda comenzó en 1992, cuando el bajista Yoshihito Onda conoce a la vocalista Yuki Isoya, mientras ambos formaban parte del personal de filmación de una película. Tiempo después, Yuki Isoya envió algunas grabaciones suyas a Onda, que decidió comenzar un proyecto musical con ella. En ese momento Onda formaba parte de la banda JACKS'N'JOKER, pero abandonó la agrupación para dedicarse por completo a lo que sería Judy and Mary.
Más tarde el grupo se completaría con Taiji Fujimoto (guitarrista) y Kohta Igarashi (batería).
En 1992 editaron el EP Be Ambitious, con 6 canciones, bajo la firma Chainsaw Records. El álbum fue acompañado por un videoclip de la canción «Blue Tears». Durante esta época, la estética de la banda y el sonido de la guitarra estuvieron influenciados fuertemente por el hard rock glam de los '80. De este EP destaca «Get Pissed and Destroy», una canción instrumental para guitarra, que fue la única de las seis que no volvió a editarse.
En 1993 Taiji Fujimoto decide abandonar la banda, siendo reemplazado por Takuya Asanuma. El nuevo guitarrista trajo consigo un estilo más climático y menos hardrockero.
Ese mismo año editaron su primer sencillo bajo la firma Epic/Sony Records, Power of Love, y el segundo, «Blue Tears», ahora con un nuevo videoclip. Cada sencillo y álbum que lanzaban proyectaban su popularidad y en poco tiempo se consolidaron como uno de los grupos musicales más populares de Japón.
En 1994, el 21 de enero, salió a la venta J.A.M, su primer disco de larga duración. Este trabajo contenía regrabaciones de cinco canciones previamente incluidas en Be Ambitious, con nuevos arreglos. la canción «Glamour Punks», previamente grabado con Onda en la voz, fue regrabado por Yuki. En general, el sonido de la banda mantuvo su influencia punk y roquera, pero con una tendencia más inclinada hacia el pop y climas más alegres. El disco cerró con el sencillo «Daydream». En este álbum y durante esa época, la gran mayoría de las composiciones musicales pertenecían a Onda, con letras de Yuki Isoya.
En diciembre de este año editarían su segundo álbum, Orange Sunshine.
En 1995 editaron el tercer álbum, Miracle Diving.
En 1996 su octavo sencillo, Sobakasu (pecas), fue usado como opening de la serie de animación Rurouni Kenshin (Samurái X). Sobakasu se convirtió en el sencillo más popular y disparó aún más la popularidad de la banda. Gracias a este, continúan sumando fanes hasta hoy en día, más de una década después de su disolución. Como suele suceder con los grandes hits, la cantante Yuki Isoya llegó a desarrollar una cierta aversión por esta canción.
En 1997 editaron The Power Source, el cuarto disco, que incluye el sencillo «Sobakasu» y es reconocido como su álbum más influyente. El disco vendió un total de 2.162.370 de copias, alcanzando el primer puesto en el ranking de Oricon durante dos semanas, y luego se mantuvo dentro del ranking por un extenso periodo de cuarenta y nueve semanas.
Este disco contó con dos giras de difusión: The Power Sauce Delivery y The Power Stadium Destroy. Durante este última se registró un concierto editado en video, con el mismo nombre. La escenografía de la gira fue diseñada por Takuya.
Después del lanzamiento de «Lover Soul», el decimotercer sencillo (que pertenecería a su siguiente álbum), Yuki debió someterse a una operación en sus cuerdas vocales, por lo que la banda entraría en un receso de cuatro meses. Durante este hiato Takuya volvió a reunir a su antigua banda, «Robots», y lo mantuvo como proyecto paralelo.
En 1998 editaron Pop Lif. La gira promocional se llamó Pop Life Suicide, y se registraron dos conciertos que luego serían editados en VHS y DVD. Estos fueron Pop Life Suicide 1, que fue registrado el 26 de diciembre de 1998 en el Domo de Tokio, con un setlist orientado al pop (de este concierto resalta una versión my emocional de «Lover Soul») y Pop Life Suicide 2, que fue realizado dos días más tarde, el 28 de diciembre de 1998 en el Ebisu the Garden Hall, también en Tokio. Durante este show interpretaron las canciones más punk de su repertorio, con una puesta en escena mucho más enérgica que la de «Pop Life Suicide 1». Por esas épocas la banda había desarrollado algunas tensiones y transformaciones internas. Con el tiempo, Takuya substituyó a Onda como compositor principal de la banda, y tanto Yuki como éste se enfocaron en proyectos paralelos durante un tiempo. Durante este período Yuki Isoya se ausentó de Japón con frecuencia para ir a Inglaterra, con el objetivo de mejorar su inglés.

## Separación
En 2000 y hacia comienzos de 2001 la situación interna de la banda era insostenible, y con frecuencia Onda e Igarashi ya casi no se presentaban a los ensayos. El quiebre se produjo tras una charla con Onda, donde este manifestó sus deseos de dejar la banda. Si bien el bajista y cofundador no demandaba la disolución del grupo tras su partida, los miembros debatieron sobre el asunto y decidieron terminar con Judy and Mary.
En ese momento, Judy and Mary anunció que editaría su último disco, titulado Warp, seguido por una gira de despedida de la banda. Este álbum estuvo totalmente compuesto por Takuya y Yuki Isoya. El sonido general del álbum contrasta notoriamente con el primer material de la banda, incluyendo teclados y trompetas (ejecutadas por Takuya), pero es una síntesis de la evolución del grupo. La crítica lo ha catalogado como el mejor disco de la banda.
El 8 de marzo de 2001 Judy and Mary realizó su último concierto. El espectáculo incluyó bailarines disfrazados de osos de peluche rosas, y una estética general de la banda bastante más cargada que de costumbre. El concierto cerró con la canción «Over Drive», en medio de las lágrimas de sus fanes así como las de las suyas propias. Este show fue grabado y lanzado en VHS, DVD y CD (sólo audio) con el título de Warp Tour Final, siendo acompañado por un documental sobre la preparación de la gira y donde todos los miembros hablan y cuentan sus sentimientos respecto de su historia con la banda.
El grupo se separó tras haber hecho seis álbumes, seis grabaciones en vivo (oficiales), tres compilaciones y veintidós sencillos.
En 2009 se editó un disco en honor al 15 aniversario del álbulm J.A.M, donde diversos artistas versionaron temas de la banda. Entre ellos se encontraron algunos como Ikimono Gakari y Scandal, que interpretaron «Classic» y «Daydream» respectivamente.

## Actualidad
Yuki Isoya mantiene un alto nivel de popularidad en su país. Ha editado 7 discos en solitario desde 2001 hasta la actualidad. Además, ha realizado trabajos de modelaje, comerciales, participó en programas de televisión y radio (lo cual es muy común en Japón).
Su estilo musical actual está centrado completamente en el pop, y sus presentaciones en vivo se caracterizan por un excéntrico vestuario y coreografías, que suele realizar sin bailarines de apoyo.
Takuya Asanuma continuó hasta 2009 con su grupo, llamado «Robots». Se desepeña como compositor y arreglista, habiendo colaborado con artistas como Hitomi Takahashi y Λucifer. Robots se reunió en una sola oportunidad, durante 2013, para interpretar «Lover Soul» durante la boda de un amigo de Takuya.
Yoshihito Onda trabaja como productor, compositor y arreglista. En 2006 participó de una reunión de su antigua banda PRESENCE, con la que había logrado cierto éxito en los ‘80. Actualmente forma parte del grupo de hard rock MAZIHORA.

Kohta Igarashi ha tocado la batería en diversos proyectos (actualmente en LOVERIN TAMBURIN), y trabaja en un centro de enseñanza llamado «Senzoku Gakuen College of Music». En algunas oportunidades ha vuelto a colaborar con sus excompañeros Onda y Takuya.

## Miembros
- Yuki Isoya - Voz.

- Takuya Asanuma - Guitarra y coros.

- Yoshihito Onda - Bajo y coros.

- Kohta Igarashi - Batería y coros.

## Discografía

### Álbumes
- 1992 - Be Ambitious (independiente)
- 21.1.1994 - J.A.M
- 1.12.1994 - Orange Sunshine
- 4.12.1995 - Miracle Diving
- 26.3.1997 - The Power Source
- 24.6.1998 - Pop Life
- 7.2.2001 - Warp

### Compilaciones
- 1999 44982 vs 1650 - Pop Suicide Tour Lives
- 2000 Fresh - Best Singles
- 2001 The Great Escape - Complete Request Best
- 2009 15TH Anniversary Tribute Album

## Enlaces
- Sitio web oficial (Japonés) http://www.sonymusic.co.jp/artist/JudyAndMary/

- Datos: Q1092848